# Michiaki Watanabe
Michiaki Watanabe  (渡辺宙明,?, Watanabe Michiaki), noto anche con gli pseudonimi Chūmei Watanabe e Hiroshi Watanabe, (Nagoya, 19 agosto 1925 – Tokyo, 23 giugno 2022) è stato un compositore e musicista giapponese.

## Biografia

### Gli esordi
Laureatosi in psicologia all'Università di Tokyo, si dedica alla sua passione per la musica e studia composizione classica con Saburo Moroi, e teoria ed arrangiamento jazz con Sadao Watanabe. Debutta alla CBC come autore di musiche per radiodrammi, tra cui Atom Boy. Trasferitosi stabilmente a Tokyo, nel 1956 compone la sua prima colonna sonora per il film poliziesco Ningyo Sashichi torimonocho yoen roku shibijin di Nobuo Nagakawa e la sua produzione seguente spazia dalle musiche per i film della New Toho al jazz. Dopo il fallimento della New Toho nel 1961, collabora sempre come autore di colonne sonore con altre case di produzione, sia già importanti come la Nikkatsu e la Toei Company, sia emergenti come l'allora indipendente Daiei Motion Picture Company, per la quale firmerà le musiche del famoso film Shinobi no mono di Satsuo Yamamoto nel 1962. Ingaggiato sempre più spesso, il suo stile versatile si adatta indifferentemente ad ogni genere di film, dalle storie di fantasmi ai film d'azione e jidai-geki, dalla fantascienza all'horror. Parallelamente all'attività di composizione per il cinema, già sul finire degli anni cinquanta inizia a lavorare anche per la TV, alla quale sarà poi destinata la maggior parte del suo lavoro. Del 1964 è ad esempio la colonna sonora per la serie di 130 telefilm Ninja butai gekkō, di Tatsuo Yoshida, e di due anni dopo quella per un'altra serie di telefilm, Aru yūki no kiroku della Toei.

### Dal cinema alla TV
Da questo periodo in poi, anche per la contrazione della produzione cinematografica, l'attività artistica di Michiaki Watanabe si concentrerà prevalentemente sulle produzioni televisive, sia dal vivo che d'animazione. Emblematiche di questa nuova fase sono la BGM e le sigle scritte per la serie tokusatsu Jinzō ningen Kikaider, tratta dal manga di Shōtarō Ishinomori, e per l'anime Mazinger Z di Gō Nagai, entrambe prodotte dalla Toei Dōga nel 1972. Queste due popolari opere ne rivelano bene, peraltro, lo stile eclettico, con un uso estremamente enfatico degli ottoni, cui ricorre per sottolineare i combattimenti, contrapposto alla sperimentazione di nuovi suoni ottenuti grazie ai sintetizzatori analogici. Frequente è poi il ricorso nelle sue partiture alle scale pentatoniche e, in particolare per le BGM, alla blue note. Questa commistione sonora tra fiati e suoni sintetizzati caratterizzerà molte delle sue opere successive, quali le musiche per le prime serie tokusatsu sentai Inazuman e Dai tetsujin 17 del 1973, Himitsu sentai Gorenja e Akumaizer 3 del 1975, nonché per diverse serie anime ancora di Go Nagai, tra cui Great Mazinger del 1974 e Kotetsu Jeeg del 1975, e le BGM create in collaborazione con Shunsuke Kikuchi per i vari spin-off cinematografici tratti nello stesso periodo dalle serie TV di Mazinger, Grendizer e Getter Robot, sempre di Go Nagai.
Del 1976 è anche la sua collaborazione con i percussionisti ed il coro del collettivo musicale Geinō Yamashirogumi diretto da Shoji Yamashiro (lo stesso delle celebri musiche del successivo film Akira di Katsuhiro Ōtomo) per la registrazione dell'opera folk Osore-zan/Dō no kenbai, a testimonianza della sua notevole vivacità creativa. Senza mai abbandonare le composizioni per tokusatsu, nella seconda metà degli anni ottanta ritorna anche all'animazione, soprattutto grazie all'esplosione del mercato degli OAV, scrivendo le musiche per produzioni come Kosoku denjin Albegus (Arbegas) del 1983, Video senshi Lezarion (Laserion) del 1984, Tatakae! Iczer-1 del 1985 e Haja taisei Dangaiō (Dangaio) del 1987. Ultime opere di rilievo la colonna sonora composta per le recenti serie anime di Shinkon gattai Godannar (2003 e 2004), e la partecipazione ad un image album ispirato al manga Mazinkaiser no uta.
È morto il 23 giugno 2022 mentre era ricoverato in un ospedale di Tokyo per insufficienza cardiaca.

## Opere principali

### Colonne sonore per il cinema
- Magokoro sensei no maki (1953)
- Ningyo Sashichi torimonocho yoen roku shibijin (1956)
- Kaidan Kasane-ga-fuchi (1957)
- Sūpā Jaiantsu (1957)
- Zoku Sūpā Jaiantsu (1957)
- Sūpā Jaiantsu - Kaiseijin no majō (1957)
- Borei kaibyo yashiki (1958)
- Tokaido Yotsuya kaidan (1959)
- Jigoku (1960)
- Uchū Kaisokusen (L'astronave fantasma, 1961)
- Shinobi no mono (1962)
- La sterba/Quando la pelle brucia (1963)
- Aa, seishun no mune no chi wa (1964)
- Invaders from Space (1964)
- Yōkai hyaku monogatari (1968)
- Tōkaidō obake dōchū (1969)
- Hikage-mono (1972)

### Colonne sonore per telefilm e tokusatsu
- Ninja butai gekkō (1964)
- Aru yūki no kiroku (1966)
- Jinzo ningen Kikaider (1972)
- Kikaider-01 (1973)
- Inazuman (1973)
- Dai tetsujin 17 (1973)
- Inazuman Flash (1974)
- Himitsu sentai Gorenja (1975)
- Akumaizer 3 (1975)
- Chōjin Bibyun (1976)
- J.A.K.Q. Dengeki Tai (1977)
- Spider-Man (1977)
- Battle Fever J (1979)
- Denshi sentai Denjiman (1980)
- Taiyo sentai Sun Vulcan (1981)
- Dai sentai Goggle V (1982)
- Uchū keiji Gavan (1982)
- Uchū keiji Sharivan (1983)
- Uchū keiji Shaider (1984)
- Kyoju tokuso Jaspion (1985)
- Chojiku senshi Spilban (1986)
- Kamen Rider Black (1987 - BGM)
- Kamen Rider Black RX (1988 - BGM)
- Kidō keiji Jiban (1989)

### Colonne sonore per anime
- Mazinger Z (Mazinga Z - 1972)
- Mazinger Z tai Devilman (Mazinga Z contro Devilman - 1973)
- Mazinger Z tai Ankoku Daishogun (Mazinga Z contro il Generale Nero - 1974)
- Mazinger Z tai Doctor Hell (1974)
- Great Mazinger (Il Grande Mazinga - 1974)
- Great Mazinger tai Getter Robo (Il Grande Mazinga contro Getta Robot - 1975)
- Great Mazinger tai Getter Robo G: Kūchū dai-gekitotsu (Il Grande Mazinga contro Getta Robot G - 1975)
- Kotetsu Jeeg (Jeeg robot d'acciaio - 1975)
- Grendizer, Getter Robo G, Great Mazinger - Kessen! Daikaijū (Il Grande Mazinga, Getta Robot G, UFO Robot Goldrake contro il Dragosauro - 1976)
- Ufo Robo Grendizer tai Great Mazinger (Ufo Robot Goldrake contro il Grande Mazinga - 1976)
- Magnerobo Ga-Keen (Gackeen, il robot magnetico - 1976)
- Gasshin sentai Mechander robo (Mekander Robot - 1977)
- Ore wa Teppei (Io sono Teppei - 1977)
- Yakyuukyou no Uta (Pat, la ragazza del baseball - 1977)
- Kosoku denjin Albegus (Arbegas - 1983)
- Video senshi Lezarion (Laserion - 1984)
- Tatakae! Iczer-1 (1985)
- Haja taisei Dangaiō (Dangaio - 1987)
- Leina kenrō densetsu (1988)
- Tatakae! Chū robot seimei tai Transformers Victory (1989)
- Transformers Z (1990)
- Nurse Witch Komugi (2002), tema principale
- Shinkon gattai Godannar! (2003)
- Shinkon gattai Godannar! Second season (2004)
- Dragon Ball: Ossu! Kaette kita Son Goku to nakama-tachi!! (2008)